# Niebezpieczny kraj
Niebezpieczny kraj (ang. Dangerous Ground) – amerykańsko-południowoafrykański film sensacyjny z 1997 roku w reżyserii Darrella Roodta, który wraz z Gregiem Latterem odpowiadał również za scenariusz. Premiera odbyła się 12 lutego 1997.

## Fabuła
Vusi Madlazi (Ice Cube) - specjalista od literatury afrykańskiej, mieszka w San Francisco. Na wieść o śmierci ojca, wraca do rodzinnej wioski w Republice Południowej Afryki. Tu spotyka się z matką i młodszym bratem - Ernestem (Sechaba Morojele). Na prośbę matki Vusi wyrusza do Johannesburga, aby odnaleźć najmłodszego z braci - Stevena, który popadł w kłopoty i nie ma z nim kontaktu. W poszukiwaniach postanawia pomóc Vusiemu dziewczyna Stevena - Karen (Elizabeth Hurley).

## Obsada
Źródło.
- Ice Cube jako Vusi Madlazi
- Elizabeth Hurley jako Karen
- Ving Rhames jako Muki
- Sechaba Morojele jako Ernest Madlazi
- Eric Miyeni jako Steven Madlazi
- Greg Latter jako Sam

## Ścieżka dźwiękowa
11 lutego 1997 roku została wydana ścieżka dźwiękowa. Muzykę do filmu skomponowali między innymi Ice Cube, Jay-Z, Too Short, Keith Murray, KRS-One czy Daryl Hall.